# Embarcación de motor
Es una embarcación de motor aquella en la que uno o varios motores de combustión interna constituyen el método principal de propulsión. Normalmente estas embarcaciones poseen motores de 2 o 4 tiempos de gasóleo accionados por cilindros, que mediante su ciclo rotativo mueven un cigüeñal, que a su vez está conectado a una caja reductora que conecta con la hélice que lo propulsa. Estos motores pueden venir intraborda o fueraborda. El intraborda puede situarse justo en la popa, o bien estar conectado a un propulsor por hélices. El motor fueraborda y como su propio nombre indica, difiere en que está ubicado más arriba y más atrás, en la parte superior del espejo de popa en sí.

## Principios de propulsión de barcos
Un barco se mueve propulsado por elementos como ruedas de paletas o hélice. Estos elementos imparten velocidad y movimiento a la embarcación mediante una columna de agua que se contrapone al movimiento de la misma. Esto es, gracias a la fuerza de reacción que es desarrollada con elemento de velocidad-impartida. Esta fuerza también llamada Empuje se transmite al barco y hace que la embarcación se mueva a través de, agua.